# Magyar Paintball Liga
A Magyar Paintball Liga (MPL) egy speedball (más néven airball) típusú, évi négy fordulóban megrendezett versenysorozat paintballjátékosok számára. 

## Története
Az MPL versenysorozat alapításának ötlete 2008 nyarán merült fel egy edzés utáni beszélgetés közben. A felvetés után hosszas előkészület következett.

## Célja
Célja, hogy a lehető legszélesebb körben népszerűsítse a versenypaintballt, és lehetőséget adjon arra, hogy a csapatok évről évre országos szinten összemérhessék tudásukat. A Liga közvetlenül nem köthető semmilyen kereskedelmi célú tevékenységet is ellátó szervezethez.

## Divíziók
A haladók mellett kiemelt figyelmet fordít a Liga a speedball iránt érdeklődő woodsballos csapatokra, illetve a fiatal vagy kezdő játékosokra. Az MPL keretein belül jelenleg két divízióban lehet indulni:
- Haladó kategória – DIV 1.: A kategória nyitott, bárki indulhat.
- Kezdő kategória – DIV 2.: Feltétel, hogy a csapatnak, illetve a csapatban induló játékosoknak ne legyen jelentős versenytapasztalata.[1]